# جيمي هنتر
جيمي هنتر (بالإنجليزية: Jimmy Hunter)‏ هو لاعب كرة قدم نيوزلندي في مركز الدفاع، ولد في 1934 في نيوزيلندا. شارك مع منتخب نيوزيلندا لكرة القدم.